# 小野寺司
小野寺 司（おのでら つかさ、1985年7月15日 - ）は、日本のラジオパーソナリティ、DJ、ディレクター。北海道出身。
2級音響技術者資格保有。

## 来歴
2004年2月 - 地元コミュニティFM局で情報番組を担当。2004年12月 - 学生団体「CRJ-SAPPORO」に加入。ディレクターとして番組に携わる。
2006年4月 - 「College Radio Japan」のDJに就任。

## 出演

### ラジオ
- Evening Wave（2004年2月 - 3月・FMもえる）
- Evening Wave Friday（2004年2月 - 3月・FMもえる）
- College Radio Japan（2006年4月 - 2008年3月・FM NORTH WAVE）

### テレビ
- なまおん（2006年2月 - 2008年3月・STV・「なまON LINE」のコーナーにCRJ-SAPPOROの一員として不定期出演）

### CM
- 日昇堂（ナレーション）

### 舞台
- IBR 〜Yes,And Survival〜（2010年8月・声の出演）

### イベント
- YOSAKOIソーラン祭り（2006年・ジュニア大会会場MCとして）